# Islotes Dolores
Die Islotes Dolores (spanisch für Inseln der Schmerzen) sind eine Gruppe aus kleinen Inseln und Klippen im Archipel der Südlichen Shetlandinseln. Sie liegen südöstlich der Telefon Rocks vor dem Telefon Point von King George Island.
Argentinische Wissenschaftler benannten sie. Der weitere Benennungshintergrund ist nicht überliefert.